# Вудсток (Иллинойс)
Ву́дсток (англ. Woodstock) — город, расположенный в округе Мак-Генри (штат Иллинойс, США) в 82 км к северо-западу от Чикаго, с населением в 24 770 человек, по статистическим данным переписи 2010 года.

## История
[[Файл:Main Street, Woodstock, Ill.jpg|thumb|left|{{centre|Мейн-стрит Вудстока на почтовой карточке (≈ 1910)]]

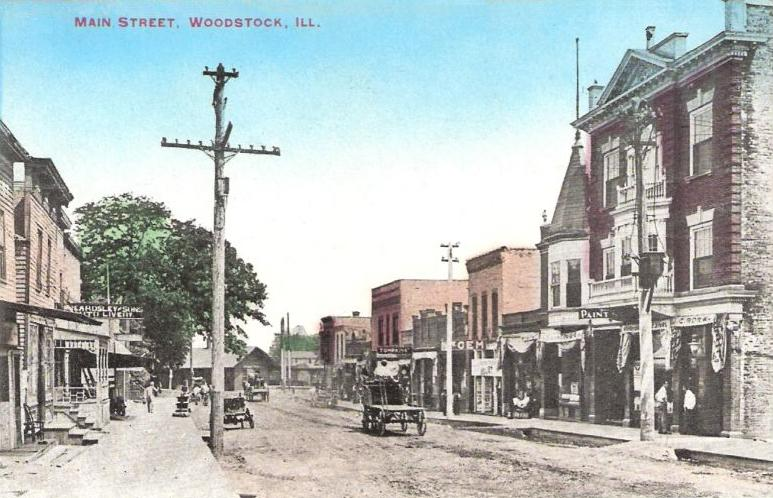
centre|Мейн-стрит Вудстока на почтовой карточке (≈ 1910)

Изначально город назывался Centerville. 4 сентября 1843 года он был выбран в качестве окружного центра из-за своего расположения в географическом центре округа Мак-Генри. В 1845 году переименован в Вудсток.
В 1963 году город был награждён премией «All-America City Award» (с англ. — «Всеамериканский город») присуждаемой Национальной гражданской лигой, которую неофициально называют «Нобелевской премией за конструктивное гражданство» и которая выдается за активную гражданскую позицию жителей некорпоративных сообществ Соединённых Штатов в жизни местного самоуправления.

## География
Площадь Вудстока составляет 35,04 км², вся приходится на сушу.

## Демография
По результатам переписи 2010 года установлено, что в городе проживает 24 770 человек.
| Год переписи                    | Нас.  |       | %±    |
| ------------------------------- | ----- | ----- | ----- |
| 1860                            | 1327  |       | —     |
| 1870                            | 1574  |       | 18,6% |
| 1880                            | 1475  |       | −6,3% |
| 1890                            | 1683  |       | 14,1% |
| 1900                            | 2502  |       | 48,7% |
| 1910                            | 4331  |       | 73,1% |
| 1920                            | 5523  |       | 27,5% |
| 1930                            | 5471  |       | −0,9% |
| 1940                            | 6123  |       | 11,9% |
| 1950                            | 7192  |       | 17,5% |
| 1960                            | 8897  |       | 23,7% |
| 1970                            | 10226 |       | 14,9% |
| 1980                            | 11725 |       | 14,7% |
| 1990                            | 14353 |       | 22,4% |
| 2000                            | 20151 |       | 40,4% |
| 2010                            | 24770 |       | 22,9% |
| 2016                            | 25085 | [ 7 ] | 1,3%  |
| 1860–2016 U.S. Decennial Census |       |       |       |

| Год  | Численность | Численность  |
| ---- | ----------- | ------------ |
| 2010 | 24 770      | [ 9 ] [ 10 ] |
| 2020 | 25 630      | [ 11 ]       |

## Культура
Город известен тем, что послужил натурой для двух фильмов: «Самолётом, поездом и автомобилем» (несколько сцен) и «День сурка» (основная площадка).

### День сурка
Несмотря на то, что по сюжету действие в фильме происходит в городе Панксатони, при выборе натуры остановились, хотя и не сразу, на Вудстоке.
Некоторые места города отмечены памятными досками в честь фильма.